# British Independent Film Awards 2015

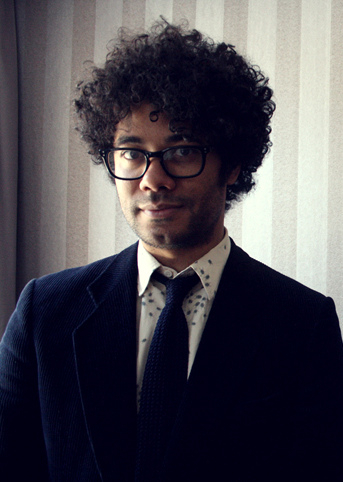
Richard Ayoade

Die 18. Verleihung der British Independent Film Awards (BIFA) fand am 6. Dezember 2015 im Old Billingsgate in London statt. Moderiert wurde sie von dem Schauspieler, Stand-Up-Comedian und Regisseur Richard Ayoade.
Mit vier Awards war Ex Machina von Regisseur Alex Garland der erfolgreichste Film dieser Verleihung. Der britische Science-Fiction-Film wurde als bester Film, für die beste Regie und das beste Drehbuch (Alex Garland) sowie für die besten visuellen Effekte ausgezeichnet.
Obwohl siebenfach nominiert, konnte die britische Produktion The Lobster lediglich den Preis für die beste Nebendarstellerin (Olivia Colman) gewinnen. Das sechsfach nominierte britische Filmdrama Macbeth von Justin Kurzel mit Michael Fassbender (nominiert als bester Schauspieler) und Marion Cotillard (nominiert als beste Schauspielerin) erhielt keinen Award.

## Jury
- Rowan Athale (Jury-Vorsitzender)
- Simon Boswell‘s
- Michael Caton-Jones
- Ashley Clark
- Tinge Krishnan
- Stephanie Collie
- Amina Dasmal
- Mike Figgis
- Peter Firth
- Iain Forsyth
- Jane Pollard
- Romola Garai
- Jason Isaacs
- Gemma Jones
- Rory Kinnear
- David Livingstone
- Kim Longinotto
- Alice Lowe
- James Marsh
- Gugu Mbatha Raw
- Roger Michell
- Fabien Riggall
- Joanna Scanlan
- Gary Shaw
- Catherine Shoard
- Rachel Tunnard
- Emily Young

## Nominierungen und Preise
| Preis                                | Originalbezeichnung                               | Nominierungen | Preisträger                                             |
| ------------------------------------ | ------------------------------------------------- | --- | ------------------------------------------------------- |
| Bester britischer Independentfilm    | Best British Independent Film                     | - 45 Years - Amy - Ex Machina - Macbeth - The Lobster | Ex Machina                                              |
| Bester ausländischer Independentfilm | Best International Independent Film               | - Carol - Höhere Gewalt (Turist) - Mädchenbande (Bande de filles) - Raum (Room) - Son of Saul (Saul fia) | Raum (Room)                                             |
| Beste britische Dokumentation        | Best Documentary                                  | - A Syrian Love Story - Amy - Dark Horse: The Incredible True Story of Dream Alliance - How to Change the World - Palio                                                                                     | Dark Horse: The Incredible True Story of Dream Alliance |
| Bester britischer Kurzfilm           | Best British Short                                | - Balcony - Crack - Edmond - Love Is Blind - MANoMAN | Edmond                                                  |
| Bester Schauspieler                  | Best Actor                                        | - Tom Courtenay für 45 Years - Tom Hiddleston für High-Rise - Tom Hardy für Legend - Michael Fassbender für Macbeth - Colin Farrell für The Lobster                                                         | Tom Hardy für Legend                                    |
| Beste Schauspielerin                 | Best Actress                                      | - Charlotte Rampling für 45 Years - Saoirse Ronan für Brooklyn - Marion Cotillard für Macbeth - Carey Mulligan für Suffragette – Taten statt Worte - Alicia Vikander für The Danish Girl                    | Saoirse Ronan für Brooklyn                              |
| Bester Nebendarsteller               | Best Supporting Actor                             | - Domhnall Gleeson für Brooklyn - Luke Evans für High-Rise - Sean Harris für Macbeth - Brendan Gleeson für Suffragette – Taten statt Worte - Ben Whishaw für The Lobster                                    | Brendan Gleeson für Suffragette – Taten statt Worte     |
| Beste Nebendarstellerin              | Best Supporting Actress                           | - Julie Walters für Brooklyn - Sienna Miller für High-Rise - Anne Marie Duff für Suffragette – Taten statt Worte - Helena Bonham Carter für Suffragette – Taten statt Worte - Olivia Colman für The Lobster | Olivia Colman für The Lobster                           |
| Bester Newcomer                      | Most Promising Newcomer                           | - Bel Powley für A Royal Night Out - Milo Parker für Mr. Holmes - Abigail Hardingham für Nina Forever - Agyness Deyn für Sunset Song - Mia Goth für The Survivalist                                         | Abigail Hardingham für Nina Forever                     |
| Beste Regie                          | Best Director                                     | - Andrew Haigh für 45 Years - Asif Kapadia für Amy - Alex Garland für Ex Machina - Justin Kurzel für Macbeth - Yorgos Lanthimos für The Lobster                                                             | Alex Garland für Ex Machina                             |
| Douglas Hickox Award                 | The Douglas Hickox Award                          | - Paul Katis für Kajaki: The True Story - Chris Blaine und Ben Blaine für Nina Forever - John Maclean für Slow West - Corin Hardy für The Hallow - Stephen Fingleton für The Survivalist                    | Stephen Fingleton für The Survivalist                   |
| Bestes Drehbuch                      | Best Screenplay                                   | - Andrew Haigh für 45 Years - Nick Hornby für Brooklyn - Alex Garland für Ex Machina - Amy Jump für High-Rise - Yorgos Lanthimos und Efthymis Filippou für The Lobster                                      | Alex Garland für Ex Machina                             |
| Beste Produktion                     | Producer of the Year                              | - 45 Years - Amy - Kajaki: The True Story - The Lobster - The Violators | Kajaki: The True Story                                  |
| Beste Technik                        | Outstanding Achievement in Craft                  | - Chris King für Amy - Fiona Weir für Brooklyn - Andrew Whitehurst für Ex Machina (Visuelle Effekte) - Mark Digby für Ex Machina - Adam Arkapaw für Macbeth                                                 | Andrew Whitehurst für Ex Machina                        |
| The Discovery Award                  | The Discovery Award (vormals The Raindance Award) | - Aaaaaaaah! - Burn Burn Burn - Orion: The Man Who Would Be King - The Return - Winter | Orion: The Man Who Would Be King                        |

Weitere Preise
- Richards Harris Award für Chiwetel Ejiofor
- Spezialpreis der Jury für Chris Collins (postum)
- The Variety Award für Kate Winslet